# Samoel Cojoc
Samoel Cojoc (n. 8 iulie 1989, Galați, România) este un fotbalist român. A jucat pentru Oțelul Galați.

## Titluri
Oțelul Galați
- Liga I (1): 2010-2011[1]